# Alojzy Szymański
Alojzy Szymański (ur. 7 listopada 1950) – polski meliorant, profesor nauk technicznych, rektor Szkoły Głównej Gospodarstwa Wiejskiego w Warszawie w kadencjach 2008–2012 i 2012–2016.

## Życiorys
W 1974 ukończył meliorację wodną w SGGW. Stopień naukowy doktora otrzymał w 1982, w 1992 na Wydziale Hydrotechniki Politechniki Gdańskiej uzyskał stopień doktora habilitowanego w oparciu o dorobek naukowy i rozprawę pt. Czynniki warunkujące analizę odkształcenia gruntów organicznych obciążonych nasypem. W 2004 otrzymał tytuł profesora nauk technicznych. Specjalizuje się w zagadnieniach z zakresu geotechniki i mechaniki gruntów.
Po ukończeniu studiów rozpoczął pracę zawodową jako inspektor w Powiatowym Zarządzie Gospodarki Wodnej i Melioracji w Mońkach, później był sekretarzem Wydziału Melioracji Wodnych SGGW. Po podjęciu studiów doktoranckich związał się zawodowo z macierzystą uczelnią, w 2006 doszedł do stanowiska profesora zwyczajnego w Katedrze Geoinżynierii. Był prodziekanem Wydziału Melioracji i Inżynierii Środowiska ds. dydaktyki (1990–1996), dziekanem Wydziału Inżynierii i Kształtowania Środowiska SGGW (1999–2002) i prorektorem ds. rozwoju (2002–2008). W 2000 objął stanowisko kierownika Zakładu Geotechniki. W 2008 został wybrany na rektora SGGW (urząd objął 1 września tegoż roku). W wyborach z 2012 uzyskał reelekcję na kolejną kadencję z wynikiem ponad 78% głosów.
Powołany w skład prezydium Konferencji Rektorów Akademickich Szkół Polskich, a także na przewodniczącego Konferencji Rektorów Uczelni Rolniczych i Przyrodniczych.

## Odznaczenia i wyróżnienia
W 2016 został odznaczony Krzyżem Oficerskim Orderu Odrodzenia Polski. W 2000 otrzymał Złoty Krzyż Zasługi.
W 2015 wyróżniony Nagrodą im. ks. bp. Romana Andrzejewskiego (za 2014).